# Blockade Lake
Der Blockade Lake ist ein etwa 9,2 km² großer See im Südwesten von Alaska (USA), 135 km westlich von Anchorage.
Der 354 m hoch gelegene See erstreckt sich längs der Trennlinie von Neacola Mountains im Norden und Chigmit Mountains im Süden. Beide Gebirgszüge zählen zur Aleutenkette. Der Blockade Lake besitzt eine Längsausdehnung in Südwest-Nordost-Richtung von etwa 8,1 km sowie eine maximale Breite von 1,5 km. Der See wird vom Schmelzwasser mehrerer Gletscher gespeist. Im Nordosten, talabwärts, wird der See vom Blockade-Gletscher aufgestaut. 
Seinen Namen erhielt der See 1962 vom U.S. Geological Survey (USGS).